# Cocconotus charape
Cocconotus charape är en insektsart som beskrevs av Andrew Nelson Caudell 1913. Cocconotus charape ingår i släktet Cocconotus och familjen vårtbitare. Inga underarter finns listade i Catalogue of Life.